# Centre de stockage de Morvilliers

Localisation du centre de stockage de Morvilliers

Le Centre de stockage de Morvilliers ou Centre industriel de regroupement, d'entreposage et de stockage (Cires), géré par l'Agence nationale pour la gestion des déchets radioactifs (Andra) et ouvert en octobre 2003, reçoit les déchets radioactifs de très faible activité (TFA) issus de l'exploitation ou du démantèlement des installations nucléaires françaises et de différents autres utilisateurs de matières radioactives (hôpitaux, laboratoires de recherche, etc.). Localisé sur les communes de Morvilliers et de La Chaise dans l'Aube, il s'agit de l'unique site de stockage TFA en France. 

## Caractéristiques
Le centre de Morvilliers dispose d’une capacité d’accueil de 650 000 m3, soit une durée d'exploitation d’une trentaine d’années selon l'Andra. L’emprise surfacique est de 45 ha, dont 28 pour le stockage lui-même. Il jouxte le centre de stockage de l'Aube, située à Soulaines-Dhuys, destiné à accueillir les déchets de faible et moyenne activité (FMA).
Le Cires est le seul centre en France pouvant accueillir les déchets issus des chantiers d'assainissement des sites marqués.
Contrairement à de nombreux autre pays, la France n'instaure pas de « seuil de libération » pour les déchets TFA. Cela contribue à expliquer leur part importante. Toutefois, la France souhaite recycler une partie des métaux issus du démantèlement dans un « technocentre », implanté sur le site de l'ancienne centrale nucléaire de Fessenheim. Cela éviterait une saturation trop rapide du Cires.
Le centre de Morvilliers n'est pas une installation nucléaire de base, mais une simple installation classée pour la protection de l'environnement, selon la nomenclature administrative. L’Andra évalue l’impact maximal que pourrait recevoir une personne séjournant en permanence à proximité du centre du fait d'éventuels rejets à 0,01 microsievert par an.

## Types de déchets
En septembre 2016, l'usine Areva Malvési située à Narbonne projette d'envoyer au Cires les déchets TFA produits par le traitement des quelque 350 000 m3 d'effluents nitratés radioactifs de l'usine, traités sur place par le procédé THOR-TDN (traitement des nitrates). 
Les sols où les piscines de MOX de l'usine de la Hague seront implantées sont marqués et seront transportés au Cires. À proximité, des sols marqués à l'américium et au plutonium au droit de la résurgence du ru des Landes sont potentiellement concernés,. Au cas où ils feraient l'objet d'un assainissement, ils seraient également transportés au Cires. En septembre 2022, l'Autorité de sûreté nucléaire autorise Orano Recyclage à procéder aux opérations d’assainissement des sols marqués.